# Geneviève Goëtzinger
Pour les articles homonymes, voir Goetzinger.
Geneviève Goëtzinger, née le 21 mai 1961 à Paris XIIe, est une dirigeante d’entreprise dans les médias et le conseil en stratégie de communication, et une journaliste française.

## Jeunesse
Geneviève Goëtzinger a suivi ses études au lycée Racine à Paris. Passée par l'université Paris II Assas où elle est licenciée en droit public, elle étudie le droit de la presse à l’Institut Français de Presse (licence d’information et communication) puis rejoint le Centre de formation des journalistes dont elle est diplômée.

## Carrière journalistique

### Ses débuts dans le journalisme (1984 - 1989): Frequenza Mora, Ofredia Reportages, RFO
À sa sortie du CFJ en 1984, elle travaille d’abord à Bastia en Corse pour Radio Corse Frequenza Mora avant de contribuer au lancement du quotidien du soir, Paris Ce Soir. Elle participe ensuite aux débuts de la professionnalisation des radios libres au sein de l’agence Ofredia Reportages qui livrait des reportages et analyses clé en main à toute une série de petites radios privées. Après un passage par l’hebdomadaire Le Meilleur, elle rejoint RFO en 1986 en tant que présentatrice des journaux radio du weekend. Elle intègre rapidement l’équipe télé en tant que présentatrice d’un journal de l’Outre-Mer diffusé le dimanche sur France 3. Grand reporter, elle suit notamment tout le processus des accords de Matignon en Nouvelle Calédonie.

### Radio France Internationale (1989 - 2005)
En 1989, repérée par le président Henri Tezenas du Montcel, elle intègre le service politique de Radio France Internationale dont elle prendra la direction en 1996. À partir de 2001, elle sera également éditorialiste.

### France Inter (2005 - 2006)
Nommée directrice de la rédaction de RFI en 2004, elle rejoint France Inter l’année suivante comme directrice-adjointe de la chaîne et directrice de la rédaction. Elle lance une nouvelle tranche d’information matinale entre 6h et 7h, animée par Patrick Roger, et introduit sur l’antenne de nouvelles rubriques, notamment liées aux nouvelles technologies.

## Direction d'entreprise

### Radio France Internationale (2006 - 2012)
En février 2006, elle est rappelée par le président de RFI, Antoine Schwarz, comme directrice générale adjointe chargée de l’information et des antennes. Sous son impulsion, RFI prend le virage de l'internet. Ce qui n’était qu’un site d’approfondissement devient une antenne spécifique enrichie de contenus issus de tous les services de l'entreprise, un vecteur d’information instantanée sur l'actualité internationale. Elle réorganise l’antenne linéaire en deux grands pôles : l’Afrique qui représente 85 % de l’auditoire en français et le reste du monde, avec une hiérarchisation de l'information différenciée. Elle lance une première antenne en langue africaine, le hausa, à destination de l’Afrique sub-saharienne, organisée autour d'une équipe dédiée installée au Nigéria,.
En juillet 2008, nommée directrice déléguée de RFI,,,, elle assume la direction générale opérationnelle de la chaîne jusqu’en 2012. A ce titre, elle est chargée de la restructuration de l'entreprise et conduit un plan de sauvegarde de l'emploi qu’elle transformera en plan de départs volontaires à la suite d'une négociation avec les partenaires sociaux. Elle conduit le processus de fusion avec France 24,. Sous sa direction, RFI s'est développée sur des terrains nouveaux, comme Israël, sur le câble, et le continent américain via l'opérateur Audionow,,. Une seconde langue africaine a été lancée, le swahili,, cette fois à destination de l’Afrique de l’Est.
Pendant toute cette période, Geneviève Goëtzinger a également occupé les fonctions de directrice générale puis de vice-présidente de Monte Carlo Doualiya, alors filiale de RFI et radio publique française de langue arabe.

### France Médias Monde (2012 - 2018)
Depuis 2012, au sein du groupe France Médias Monde, désormais fusionné, elle est conseillère auprès de la présidence et directrice des relations institutionnelles,. A ce titre elle assure le suivi des textes législatifs traitant de l'audiovisuel et est en contact avec le CSA, l'autorité de régulation. Elle coordonne les contenus éditoriaux du groupe pour ce qui concerne les obligations légales des rédactions : pluralisme, diversité, parité et en matière d'Education aux médias.

### Candidature à La Chaîne Parlementaire (janvier-février 2018)
Geneviève Goëtzinger a présenté sa candidature à la Présidence Direction Générale de la Chaîne Parlementaire et a été auditionnée par le Comité de sélection. Sa candidature n'a pas été retenue à la suite d'une procédure contestée.

### Présidente de l'agence imaGGe (depuis mars 2019)
Geneviève Goëtzinger a lancé en mars 2019 l'agence imaGGe, spécialisée dans le conseil en stratégie de communication et en relations institutionnelles. ImaGGe propose ses services à des Etats, institutions, associations, partis politiques et entreprises.
Elle participe régulièrement à des émissions de débats sur différents médias, telles que les Informés de France Info, Les Vraies Voix de Sud Radio et Points de Vue du Figaro Live.
Elle conseille régulièrement des personnalités politiques africaines, notamment depuis 2020 le président du Front populaire ivoirien, Pascal Affi N'Guessan, candidat à l'élection présidentielle ivoirienne du 31 octobre 2020 et investi par son parti pour la prochaine élection présidentielle de 2025.
Très engagée pour la défense de l'état de droit, elle a publié en décembre 2024 avec l'avocat malien Me Mamadou Ismaïla Konaté l'ouvrage "25 lettres au président Mohamed Bazoum", qui rassemble des témoignages de soutien en sa faveur et se présente comme un plaidoyer pour la libération de l'ancien président du Niger séquestré avec son épouse depuis le coup d'Etat intervenu à Niamey le 26 juillet 2023. 
Elle est membre du Comité éditorial de la Revue Politique et Parlementaire et publie régulièrement des papiers dans la Revue. Elle a coordonné aux côtés d'Arnaud Benedetti, la parution en avril 2024 d'un numéro hors série de la revue consacré à l'Afrique et baptisé "Afrique, des indépendances à la souveraineté".

## Divers
Geneviève Goëtzinger a été membre du Jury de Sélection du Cycle Préparatoire au Troisième Concours de l'Ecole Nationale d'Administration (ENA) en 2018 et 2019.

## Vie privée
Fille de Jean-Pierre Goëtzinger, dirigeant d’entreprises et de Jeannie Soumeillant, elle est l’épouse du journaliste Jérôme Dorville et mère de deux enfants : Nicolas et Marine Dorville. 

## Associations
Académicienne, élue à l'Académie des Sciences d'Outre-mer au siège de feu Luc Laventure
Membre honoraire de l’Association de la Presse Présidentielle
Membre du Club Parlementaire sur l’Avenir de l’Audiovisuel
Membre du WEM (Women Executives in the Media)
Membre et administratrice du Think Tank Synopia
Membre du Comité d'orientation d'ONU Femmes France

## Ouvrages
- 25 Lettres au président Mohamed Bazoum: Philosophe, prisonnier et résistant, Geneviève Goëtzinger, Mamadou Ismaïla Konaté, préface de Jean-Pierre Olivier de Sardan, Khartala, 2024. (ISBN 978-2-38409-298-7)